# 田芮宁
田芮宁（1997年1月17日—），中国女子速度滑冰运动员，第十四届全国冬季运动会女子500米金牌得主和女子团体追逐铜牌得主、2025年亚洲冬季运动会女子短距离团体追逐银牌得主和女子500米铜牌得主。